# Erik King
Erik King (født 21. april 1963 i Washington D.C.) er en amerikansk skuespiller, blandt andet kendt for rollen som James Doakes i krimiserien Dexter og Moses Deyell i Oz.

## Udvalgt filmografi
- De kaldte os helte - Brown (1989)
- National Treasure - Agent Colfax (2004)

### Tv-serier
- Law & Order – Dorian Ford (sæson 1, afsnit 8; 1990)
- Oz - Moses Deyell (sæson 4, afsnit 1-8, 11, 13 & 14; 2000–2001)
- Dexter - James Doakes (2006–2007, 2012)
- CSI: Miami - Fenwick (sæson 1, afsnit 4; 2002)
- Heksene fra Warren Manor - Dex (sæson 5, afsnit 11; 2003)

 Dette afsnit eller denne liste er kun påbegyndt. Hvis du ved mere om emnet, kan du hjælpe Wikipedia ved at tilføje mere.